# Clariano
El riu Clariano és un riu valencià que discorre per la Vall d'Albaida.
Naix en la valleta d'Agres, obtenint aigua de barrancs dels termes d'Agres, Alfafara i Bocairent. Un lloc clau en el transcurs del Clariano és el Pou Clar, en el terme d'Ontinyent, des d'on es dirigix cap a Aielo de Malferit. El riu continua per eixa localitat fins que s'interna en la vall i aplega a Montaverner, on confluïx amb el riu Albaida (afluent del Xúquer), perd el nom i passa a denominar-se Albaida fins a la seua desembocadura.
Les seues aigües fan de motor de molts molins que es troben al llarg dels seus 40 quilòmetres de recorregut, com ara el Molí Descals a Ontinyent. La força motriu del riu Clariano ha sigut clau per al desenvolupament agrícola i industrial de la Vall d'Albaida, donant lloc històricament a sistemes complexos de reg, des d'època andalusí fins a la maquinària industrial. Així, alguns molins s'adaptaren des d'una teconologia preindustrial a noves funcions, donant lloc a fàbriques farineres, papereres, tèxtils o hidràuliques que utilitzaven la força procendent de l'aigua com a única energia.
El seu cabal és irregular, amb períodes secs en diversos trams i alguns episodis de desbordaments. Un dels desbordaments més importants va ser en setembre de 2019, quan es va desbordar al seu pas per Ontinyent a causa de les fortes pluges durant una gota freda.